# Ґожани
Ґожани (пол. Gorzany, нім. Gorschen) — село в Польщі, у гміні Пакосць Іновроцлавського повіту Куявсько-Поморського воєводства.
Населення — 166 осіб (2011).
У 1975-1998 роках село належало до Бидгощського воєводства.

## Демографія
Демографічна структура станом на 31 березня 2011 року:
|          | Загалом | Допрацездатний вік | Працездатний вік | Постпрацездатний вік |
| -------- | ------- | ------------------ | ---------------- | -------------------- |
| Чоловіки | 83      | 17                 | 52               | 14                   |
| Жінки    | 83      | 16                 | 51               | 16                   |
| Разом    | 166     | 33                 | 103              | 30                   |